# Clubiona manshanensis
Clubiona manshanensis är en spindelart som beskrevs av Zhu och Shu Wen An 1988. Clubiona manshanensis ingår i släktet Clubiona och familjen säckspindlar. Inga underarter finns listade i Catalogue of Life.